# قسطنطين بازيلي
قسطنطين ميخالوفيتش بازيلي (بالروسية: Базили Константи́н Миха́йлович) كاتب ومستشرق ودبلوماسي ومؤرخ روسي.
ولد قسطنطين بازيلي في إسطنبول في 3 شباط 1809 و توفي في 10 شباط 1884 لأسرة يونانية غنية. كان جده إقطاعياً جرد من أملاكه بسبب مساعدته للألبان في نضالهم ضد السلطات العثمانية.
تلقى بازيلي تحصيلاً عميقاً في العلوم الإنسانية في المدرسة العليا للعلوم في مدينة نيجين الأوكرانية و من ثم في مدرسة ليسيه ريشيليه في أوديسا التي أصبحت فيما بعد جامعة نوفوروسيا.

## سيرته المهنية
التحق بوظيفة حكومية في روسيا عام 1830 حيث عمل ترجماناً عند الأميرال ريكورد الذي كان يقود فصيلة من الأسطول الروسي في البحر الأبيض المتوسط. و في أواخر عام 1833 عين في الخدمة الفعلية في القسم الآسيوي لوزارة الخارجية. عاد إلى سانت بطرسبرغ حيث شارك في حلقة غوغول الأدبية، وهو ما حفزه على التوجه إلى الأعمال الأدبية.
في عام 1838 عين في منصب قنصل روسيا في يافا ثم في بيروت مع نقل المركز القنصلي إلى هناك في عام 1839.

## أعماله
- الأرخبيل واليونان في عامي 1830 و 1831. الجزءان 1 و 2. سان بطرسبورغ 1834.
- مقالات من القسطنطينية. الجزءان 1 و 2. سان بطرسبورغ 1836.
- البوسفور ومقالات جديدة من القسطنطينية. الجزءان 1 و 2. سان بطرسبورغ 1836.
- سورية و فلسطين تحت الحكم العثماني. أوديسا 1861.